# Ústřední knihovna Univerzity Karlovy
Ústřední knihovna Univerzity Karlovy (Ústřední knihovna UK) je specializované pracoviště Univerzity Karlovy, koordinační a metodické centrum pro knihovny jednotlivých fakult a dalších součástí UK. Jako taková zabezpečuje provoz celouniverzitních knihovnických a elektronických informačních systémů.
Je také řešitelem projektů pro informační zabezpečení vědy a výzkumu a plní množství dalších funkcí.

## Historie
Ústřední knihovna UK vznikla v roce 1991 jako specializované pracoviště, jež mělo zpřístupnit univerzitní společenskovědní fond. Sídlila v Celetné ulici a spravovala ji Pedagogická fakulta UK.
Knihovně se v následujících letech podařilo získat fond bývalého Ústavu marxismu-leninismu ÚV KSČ, jenž je uložen v depozitáři v Lešeticích u Příbrami. V roce 1996 byla Pedagogická fakulta na vlastní žádost zbavena funkce správce. Ústřední knihovna UK se přestěhovala do pracoviště v Revoluční ulici a transformovala se z klasické knihovny do odborného pracoviště pro oblast knihovnicko-informačního servisu na UK, jehož hlavním posláním je koordinace společných činností.
Z důvodu dalšího rozšiřování knihovny a potřeby větších kapacit se pracoviště knihovny v roce 2016 přestěhovalo do Prahy 6 - Veleslavína, do ulice José Martího.

## Funkce knihovny
Kromě výše zmiňovaného plní knihovna tyto funkce:
- koordinuje sběr publikační činnosti na UK
- koordinuje předávání dat do Registru uměleckých výstupů (RUV)
- poskytuje metodické rady v oblasti dodávání dat do Rejstříku informací o výsledcích výzkumu a vývoje (RIV)
- koordinuje předávání dat do Rejstříku informací o výsledcích z vědy a výzkumu (RIV)
- zajišťuje věcnou správu Portálu elektronických informačních zdrojů (PEZ) a Portálu elektronických časopisů ve spolupráci s ÚVT UK, který je zodpovědný za technické řešení
- koordinuje nákup komerčních bibliografických, faktografických a fulltextových elektronických informačních zdrojů pro potřeby UK
- vyřizuje agendu meziknihovní výpůjční služby a agendu knihovních darů
- zpracovává statistické ukazatele na základě podkladů z knihoven jednotlivých fakult pro Ústav pro informace ve vzdělávání
- spravuje společenskovědní knihovní fond v Lešeticích u Příbrami
- řídí Evropské dokumentační a informační středisko (EDIS)
- poskytuje adresné informace
- je centrem celouniverzitní podpory e-learningu (dl.cuni.cz)